# Virage Nord
Virage Nord est une minisérie française en 3 épisodes coécrite par Virginie Sauveur, Raphaelle Roudaut et Clara Bourreau et diffusée, pour la première fois, sur Arte le 12 février 2015.

## Synopsis
Après la mort d'un supporter de football de 17 ans durant un match, Alexandra Perrucci, une jeune enquêtrice de la police, mène l'enquête dans sa ville natale. Elle devra faire face aux silences, aux non-dits et aux mensonges ainsi qu'à sa propre histoire familiale.

## Distribution
Sauf indication contraire, les informations mentionnées dans cette section peuvent être confirmées par la base de données cinématographiques IMDb,  présente dans la section « Liens externes ».
- Judith Davis : Alex Perrucci
- Nicolas Cazalé : Nicolas Couturier
- Nina Meurisse : Jessica
- Christophe Kourotchkine : Franck Perrucci
- Olivia Ross : Mathilde Perrucci
- Mhamed Arezki : Icham
- Féodor Atkine : Jacques Lambert
- Théo Cholbi : Alan
- Olivier Claverie : Jean-Michel Lartigue
- Idir Chender : Akim Farouk
- Alain Beigel : Marc Picard
- Alexandre Carrière : Vincent Lanzac
- Nathalie Richard : Évelyne Lambert
- Alain Cauchi : Jojo
- Bruno Fleury : Yann Delmas
- Arthur Jacquin : Yorick Couturier
- Franck Andrieux : Jérôme
- Philippe Frécon : Virgile Damont
- Gérard Pinteau : Armand Couturier
- Michel Masiero : Père Alan
- Sophie Cappere : Sandra
- Idrissa Diabaté : Beloumi
- Margot Darloy : Cathia
- Florence Masure : Femme Picard
- David El Hakim : Agent Akim
- Samir Arab : Supporter 1
- Xavier Memeteau : Supporter 2

## Production

### Développement
La série a principalement été tournée à Boulogne-sur-Mer dans le Stade de la Libération, la chambre de commerce (qui est transformée en commissariat dans la série) ou le bord de mer. Cela donne un éclairage et une lumière particuliers à la série.
Plusieurs titres de travail ont été envisagés : Virage Sud (lorsqu'il était envisagé de situer la série dans le sud de la France) ou Jamais seuls. Le titre allemand est Nordkurve, le titre anglais Match Day.
Le foot est l'élément central de l'intrigue, mais il n'est pas l'élément central de la série. Afin de ne pas faire d'erreurs, le scénario a été relu par Vincent Duluc, journaliste à L'Équipe. Afin de rendre crédibles les scènes de foot, jouées par des acteurs, il a été décidé de les monter comme un story-board : une succession de photographies, mises en scène et sonorisées (respirations, bruits de chocs, clameurs...), prises par des photographes sportifs de l’Équipe et retouchées ensuite (ajout du ballon, de brins d'herbe...).

### Fiche Technique
- Titre original français : Virage Nord
- Création : Virginie Sauveur, Raphaelle Roudaut et Clara Bourreau
- Réalisation : Virginie Sauveur
- Scénario : Raphaelle Roudaut, Clara Bourreau et Virginie Sauveur
- Décors : Patrick Colpaert
- Costumes : Karine Serrano
- Photographie : Kika Ungaro
- Montage : Gwen Mallauran
- Musique : François-Eudes Chanfrault
- Casting : Brigitte Moidon et David El Hakim
- Production : Arnaud Louvet Francesca Feder et Frédéric Bellaïche
- Sociétés de production : , Arte France, Æternam Films, Pictanovo, Cofinova 10 et avec la participation de TV5 Monde
- Sociétés de distribution : Arte
- Pays d'origine : France
- Langue originale : français
- Format : 16/9 - couleur
- Genre : drame, polar
- Tournage du 12-11-2013 au 10-1-2014
- Durée : 156 minutes (3 x 52 minutes)

## Épisodes

### Épisode 1: La clé
Dans la ville d'Arcanville, le club de foot local, le RCA joue son maintien en Ligue 2 sur le dernier match de la saison. Alors qu'un penalty libérateur vient d'être marqué, Yorick, un jeune supporter, est assassiné dans les tribunes. La police arrête rapidement Mathilde Perrucci un couteau à la main. Celle-ci est la fille de l’entraîneur du RCA. Alex, la sœur de Mathilde revient alors depuis Paris dans sa ville natale, qu'elle avait quittée depuis plusieurs années, pour participer à l'enquête.

### Épisode 2: Le miroir
Nicolas Couturier, le frère du supporter assassiné, découvre sur sa messagerie un message de Yorick lui demandant de l'aide. Nicolas demande alors à Alex de ne pas repartir à Paris et de ne pas abandonner l'enquête. Alan, le meilleur ami de Yorick semble ne pas avoir raconté tout ce qu'il savait à la police.

### Épisode 3: Nicolas
La presse soupçonne le match décisif d'avoir été arrangé. Cela aurait-il un lien avec la mort de Yorick ? Jacques Lambert, le président est-il aussi innocent qu'il le dit ?

## Accueil

### Audiences
Lors de sa première diffusion, le 12 février 2015, le premier épisode a réuni 897 000 téléspectateurs (3,5 % du public), le second épisode 809 000 téléspectateurs (3,5 %) et le dernier épisode a été regardé par 704 000 téléspectateurs (4,6 %).
Lors de sa seconde diffusion le 31 mars 2016, les 3 épisodes ont attiré 465 000 téléspectateurs en moyenne soit 2,5 % de PDA.

### Réception critique
Dans Le Monde, Martine Delahaye considère que « La réalisation et l’intrigue, menée avec beaucoup de subtilité, ainsi que l’attention portée aux humeurs, silences et non-dits des personnages, évoquent la patte des séries britanniques ou scandinaves de qualité ».
C'est également l'avis de Flore de Bodman dans le Nouvel Observateur : « Virginie Sauveur signe une mini-série qui revisite les classiques nordistes et nordiques ».
Dans 20 minutes, Annabelle Laurent trouve que « la série se dévore, en déployant l’enquête et ses rebondissements sans négliger, bien au contraire, les tourments plus intimes de ses personnages ».
Dans Télérama, Samuel Douhaire estime que « Virage Nord réussit à surprendre par son récit comme par son univers » et que c'est un « thriller envoûtant et remarquablement interprété ».

### Récompense
La série a obtenu le prix de la meilleure série au Festival de la fiction TV de La Rochelle.